# Criollas de Caguas
Criollas de Caguas är en volleybollklubb (damer) från Caguas, Puerto Rico. Klubben bildades 1980 och har blivit puertoriciska mästare fjorton gånger (1996–1998, 2000–2002, 2005, 2011, 2014, 2015, 2016, 2017, 2019 och 2021).